# Cindy McTee
Cindy Karen McTee-Slatkin (* 20. Februar 1953 in Tacoma) ist eine US-amerikanische Komponistin und Musikpädagogin.

## Leben
Cindy McTee begann bereits im Alter von sechs Jahren den Unterricht am Klavier; bei ihrer Mutter lernte sie zudem Saxophon und Transposition. Später studierte sie an der Pacific Lutheran University in Tacoma Musik. Dort lernte sie 1974 Krzysztof Penderecki kennen, der sie einlud, bei ihm am Konservatorium von Krakau zu studieren. McTee unterrichtete seine Familie in Englisch, im Gegenzug lernte sie bei ihm Orchestrierung, moderne Kompositionstechniken und Kontrapunkt. Anschließend studierte sie an der Yale School of Music bei Jacob Druckman und an der University of Iowa, wo sie 1981 einen Doctor of Musical Arts erlangte. Sie unterrichtete drei Jahre lang an der Pacific Lutheran University, bevor sie an die University of North Texas wechselte, wo sie von 1984 bis zu ihrer Emeritierung im Jahr 2010 als Professorin für Komposition tätig war. Von 1995 bis 2000 war sie dort auch Vorsitzende der Abteilung für Komposition.
McTee ist seit 2011 mit dem Dirigenten Leonard Slatkin verheiratet.

## Werk
McTee ist sowohl im Bereich der sinfonischen Musik als auch als Komponistin für Blasorchester und Kammermusik aktiv, wobei sie auch Elemente der elektronischen Musik einfließen lässt. Ihre Inspiration findet sie dabei häufig in visuellen und literarischen Vorlagen. Für den Musikkritiker Charles Ward repräsentiert McTees Musik die „aufgeladene und aufwühlende Feier der musikalischen und kulturellen Energie des modernen Amerika“.

### Sinfonieorchester
- 2000 Timepiece
- 2002 Sinfonie Nr. 1 “Ballet for Orchestra”
- 2004 Einstein’s Dream
- 2010 Double Play

### Blasorchester
- 1990 Circuits
- 1993 California Counterpoint “The Twittering Machine”
- 1995 Soundings
- 2003 Ballet for Band
- 2010 Double Play für Blasorchester
- Finish Line

### Kammermusik
- 1988 Circle Music III für Fagott und Klavier
- 1991 M Music für Saxophon und computergenerierte Bandaufnahme
- 2004 Fanfare für Trompeten
- Stepping Out für Flöte und Perkussion

## Auszeichnungen
1992 und 2002 wurde McTee von der American Academy of Arts and Letters mit dem Arts and Letters Award in Music bzw. der Goddard Lieberson Fellowship ausgezeichnet. 2001 erhielt McTee ein Guggenheim-Stipendium für Komposition. 2009 gewann McTee den Elaine Lebenbom Memorial Award for Female Composers des Detroit Symphony Orchestra, der eine Uraufführung ihres Werkes Double Play beinhaltete.

## Aufnahmen (Auswahl)
- Reicha, McTee, Gillingham, Ives, Gould (1992 Klavier Records, KCD 11042), Cincinnati College Conservatory of Music Wind Symphony, Eugene Corporon (Dirigent).
- Encryptions (2012, GIA Publications, CD-872), North Texas Wind Symphony, Eugene Corporon (Dirigent).
- Cindy McTee (2013, Naxos, 8.559765), Detroit Symphony Orchestra, Leonard Slatkin (Dirigent).